# Ankeny
Ankeny es una ciudad situada en el condado de Polk, en el estado de Iowa, Estados Unidos. Según el censo de 2000 tenía una población de 27.117 habitantes.

## Historia

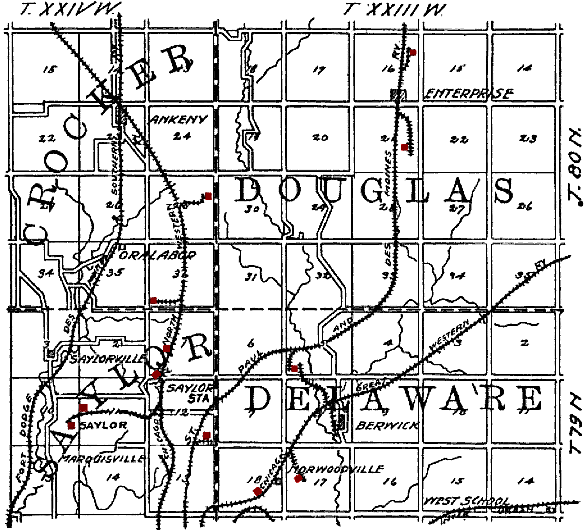
Mapa del área de Ankeny de 1908, en el que se indicant los ferrocarriles y las minas de carbón de la región. Ankeny se encuentra en la esquina superior izquierda.

Ankeny fue fundada por John Ankeny en 1875. El ferrocarril que unía Des Moines con Ames a través de Ankeny fue concluido en 1874 y el servicio de pasajeros dio comienzo en 1880.
La Minería de carbón fue una actividad de gran importancia a comienzos del siglo XX. Empresas como la ‘’Anderson Coal Company’’ y ‘’Enterprise Coal Company’’ explotaron grandes minas de carbón en los alrededores de Ankeny. La segunda de ellas llegó a extraer 100.000 toneladas de carbón en 1914 ocupando el 24º lugar entre los productores de carbón del estado.
En 1940 Ankeny apenas tenía una población de 779 habitantes, pero su población empezó a crecer rápidamente después de la Segunda Guerra Mundial al encontrarse dentro del área metropolitana de Des Moines. Entre los años 1960 y 1970 la población creció de 2.964 a 9.151 habitantes. Para 1990 ya alcanzaba los 18.482 habitantes y en 2000 27.117. Las estimaciones realizadas para 2009 señalaban una población de 43.319, el mayor crecimiento de todas las localidades del estado de Iowa, lo que hace de Ankeny la tercera ciudad en tamaño del condado de Polk. Se estima una población de 55.000 habitantes en 2020.

## Demografía
Según el censo de 2000, había 27.117 personas, 10.339 hogares y 7.278 familias residiendo en la localidad. La densidad de población era de 624,15 hab./km². Había 10.882 viviendas con una densidad media de 250,5 viviendas/km². El 96,94% de los habitantes eran blancos, el 0,76% afroamericanos, 0,15% amerindios, el 0,94% asiáticos, el 0,03% isleños del Pacífico, el 0,38% de otras razas, y el 0,81% pertenecía a dos o más razas. El 1,08% de la población eran hispanos o latinos de cualquier raza.
Según el censo, de los 10.339 hogares, en el 38,1% había menores de 18 años, el 60,7% pertenecía a parejas casadas, el 7,3% tenía a una mujer como cabeza de familia, y el 29,6% no eran familias. El 21,8% de los hogares estaba compuesto por un único individuo, y el 5,8% pertenecía a alguien mayor de 65 años viviendo solo. El tamaño promedio de los hogares era de 2,57 personas, y el de las familias de 3,05.
La población estaba distribuida en un 27,1% de habitantes menores de 18 años, un 11,4% entre 18 y 24 años, un 33,4% de 25 a 44, un 20,1% de 45 a 64, y un 8,0% de 65 años o mayores. La media de edad era 32 años. Por cada 100 mujeres había 94,0 hombres. Por cada 100 mujeres de 18 años o más, había 91,4 hombres.
Los ingresos medios por hogar en la localidad eran de 70.197 dólares ($), y los ingresos medios por familia eran 88.231 $. Los hombres tenían unos ingresos medios de 54.532 $ frente a los 41.507 $ para las mujeres. La renta per cápita para la ciudad era de 31.527 $. El 2,8% de la población y el 1,6% de las familias estaban por debajo del umbral de pobreza. El 2,5% de los menores de 18 años y el 5,0% de los habitantes de 65 años o más vivían por debajo del umbral de pobreza.

## Geografía
Según la Oficina del Censo de los Estados Unidos, la localidad tiene un área total de 43,45 km², la totalidad de los cuales corresponden a tierra firme.